# راي إدواردز
راي إدواردز (بالإنجليزية: Ray Edwards)‏ هو لاعب كرة قدم أمريكية أمريكي، ولد في 1985 في سينسيناتي في الولايات المتحدة.

## وصلات خارجية
- راي إدواردز على موقع بوكس ريك (الإنجليزية) (registration required)
- راي إدواردز على موقع مرجع كرة القدم المحترفة.كوم (الإنجليزية)